# Cap Ducorps
Pour les articles homonymes, voir Ducorps.
Le Cap Ducorps est l'extrémité nord de la Péninsule de Cockerell sur la côte nord de la Péninsule de la Trinité en Antarctique. 
Il a été découvert par l'expédition antarctique de 1837-1840 dirigée par le Capitaine Jules Dumon d'Urville et nommé d'après Louis Ducorps, un membre de l'expédition.